# Thảm sát Sơn Trà
Thảm sát Sơn Trà là một cuộc thảm sát dân thường Việt Nam Cộng hòa do Việt Cộng thực hiện tại làng Sơn Trà, huyện Bình Sơn, tỉnh Quảng Ngãi vào ngày 28 tháng 6 năm 1968.

## Bối cảnh
Sơn Trà từng là một làng chài nằm cách khu căn cứ Chu Lai 5 dặm (8,0 km) về phía Đông Nam. Dân số khi đó vào khoảng 4.000 người, bao gồm nhiều người tị nạn tái định cư. Ngôi làng khi đó được phòng thủ bởi 14 lính thủy quân lục chiến Hoa Kỳ thuộc trung đội hành động liên hợp (CAP) và 30 lính của lực lượng nghĩa quân cùng khoảng 35 công nhân thuộc cơ quan hoạt động dân sự và hỗ trợ cách mạng (CORDS) và một nhóm nhỏ lực lượng nhân dân tự vệ. Dân làng trước đó đã từ chối cung cấp viện trợ và binh lính cho Việt Cộng, những người đã đe dọa sẽ đốt cháy cả ngôi làng.

## Cuộc tấn công và thảm sát
Cuộc tấn công bắt đầu vào lúc 23:10 ngày 28 tháng 6 năm 1968 bằng súng cối. Nhiều thường dân đã trú ẩn bên trong các boong ke phòng thủ của họ và sau đó, khoảng 75 đến 300 lính Việt Cộng đã di chuyển qua làng và ném các túi thuốc nổ vào các boong ke, giết chết những người trú ẩn trong đó và gây cháy. Những dân làng còn lại bỏ chạy tới vị trí của trung đội hành động liên hợp, ngăn cản các lực lượng ở đó giao chiến với những kẻ tấn công. Các binh lính thuộc Lữ đoàn Bộ binh 198 đã đổ bộ xuống vị trí của trung đội hành động liên hợp bằng trực thăng khoảng 30 phút sau vụ tấn công nhưng họ đã chờ tới bình minh mới tiến vào trong làng.

## Hậu quả
73 thường dân và 15 công nhân hoạt động dân sự và hỗ trợ cách mạng đã bị giết trong cuộc tấn công cùng với 103 thường dân khác bị thương. 570 ngôi nhà bị phá hủy trong cuộc tấn công và hậu quả mà vụ cháy để lại là gần 2.800 người mất nhà cửa. Lực lượng phòng thủ cho biết họ đã tiêu diệt 4 lính Việt Cộng.